# Paisatge amb Tobies i l'Arcàngel Rafael
Paisatge amb Tobies i l'Arcàngel Rafael és un quadre realitzat pel pintor francès del barroc Claude Lorrain. Mesura 211 cm d'alçada i 145 cm d'amplada, i està pintat a l'oli sobre llenç. Data dels anys 1639-1640.
Va ser un encàrrec del rei d'Espanya Felipe IV per decorar el Palau del Buen Retiro (en concret per a la Galeria de Paisatges), formant part d'una sèrie pictòrica en la qual també van participar altres grans pintors de l'època, com Nicolas Poussin, Herman van Swanevelt, Jan Both, Gaspard Dughet i Jean Lemaire. De la col·lecció real va passar al Museu del Prado de Madrid, on s'exposa actualment (núm. de catàleg 2255).
Lorena va realitzar vuit quadres monumentals per al Palau del Buen Retiro, en dos grups: quatre de format longitudinal (1635-38: Paisatge amb les temptacions de Sant Antoni, Paisatge amb Sant Onofre, Paisatge amb Santa María de Cervelló i una quarta desconeguda) i quatre de format vertical (1639-41: Paisatge amb Tobies i l'Arcàngel Rafael, Paisatge amb l'embarcament en Òstia de Santa Paula Romana, Paisatge amb Moisès salvat de les aigües del Nil, Paisatge amb l'enterrament de Santa Seràpia). El programa iconogràfic, pres de la Bíblia i Històries dels Sants, va ser triat pel comte-duc d'Olivares, que dirigia les obres.

## Descripció
Es tracta d'una escena religiosa, extreta del Llibre de Tobies (VI, 1-5): l'arcàngel Rafael s'apareix a Tobies al costat del riu Tigris, i li recomana utilitzar les entranyes d'un peix per guarir la ceguesa del seu pare; poc després, li acompanya a casa de Raquel, on coneixerà a la seva esposa Sara.
Lorrain desplega una composició en forma de coulisse, on diversos elements (en aquest cas uns arbres) es col·loquen als costats com els bastidors d'un teatre, per conduir la mirada cap al fons i crear així un efecte de perspectiva. Al lluny es distingeixen una talaia en ruïnes, un pont i diverses cabanyes, que evoquen el passat clàssic que Claude solia recrear en els seus quadres. L'artista lorenés mostra novament el seu enginy amb els efectes cromàtics i la representació de la llum, que té un paper protagonista en l'obra d'aquest autor establert a Roma.
Aquest quadre formava parella (pendant) amb Paisatge amb l'embarcament en Òstia de Santa Paula Romana, també en el Museu del Prado: mentre Santa Paula representa l'alba, Tobies està situat al capvespre, simbolitzant el pas del temps.
Aquesta obra figura en el Liber Veritatis (quadern de dibuixos on Claude Lorrain deixava constància de totes les seves obres, per evitar les falsificacions) amb el número 50.
En el Institute of Arts de Detroit existeix una versió d'aquesta obra executada pel pintor nord-americà Washington Allston.